# Даунерс-Гров (Иллинойс)
Даунерс-Гров (англ. Downers Grove) — деревня в округе Ду-Пейдж в штате Иллинойс в Соединённых Штатах Америки.
Согласно данным переписи населения США 2020 года число жителей города 
составляло 50 248 человек.

## История
Деревня была основана в 1832 году Пирсом Даунером, чья фамилия является эпонимом деревни Даунерс-Гров.
Первая школа в Даунерс-Гров была построена в 1844 году.
В 1864 году сюда дошла железная дорога, что стимулировало производство и рост населения.
Согласно переписи 2020 года население Даунерс-Гров впервые превысило 50 тысяч человек. В первую очередь это обусловлено тем, что люди работающие в Чикаго, создавая семьи, предпочитают строить дома в более экологичных пригородах, где, помимо прочего, цены на недвижимость более доступны.

## География
Даунерс-Гров является юго-западным пригородом города Чикаго, который расположен между межштатными автомагистралями I-55 и I-88.
Согласно данным Бюро переписи населения США, Даунерс-Гров имеет общую площадь 14,457 квадратных миль (37,44 км2), из которых 14,31 квадратных миль (37,06 км2 или 98,98%) — это земля и 0,147 квадратных миль (0,38 км2 или 1,02%) — водная поверхность.